# Краг, Вильгельм
Вильгельм Краг (норв. Vilhelm Krag; 24 декабря 1871 — 10 июля 1933) — норвежский поэт, брат писателя Томаса Крага. Известен тем, что дал название «Сёрланн» (норв. Sørlandet; южные районы), одному из регионов Норвегии. 

## Труды
- «Digte» (1891)
- «Nat» (1892)
- «Sange fra Syden» (1893)
- «Nye Digte» (1897)
- «Norge» (1903).

Он написал также много повестей, романов и драматических произведений.